# Microphone de contact

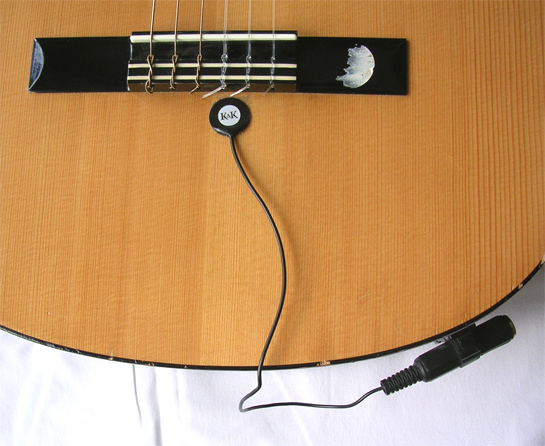
Un microphone de contact installé sur une guitare classique.

Un microphone de contact est un type de microphone conçu pour capter non pas les variations de la pression de l'air comme le fait un microphone acoustique traditionnel, mais les vibrations d'un matériau solide. En revanche, comme pour n'importe quel autre microphone, ces vibrations sont converties en un signal permettant de restituer un son audible, qui peut être amplifié ou enregistré. Cette conversion est rendue possible par l'utilisation d'un transducteur présentant des propriétés piézo-électriques.

## Applications
Les microphones de contact ont des applications diverses :
- placés contre le corps d'un instrument de musique acoustique, ils permettent d'enregistrer le son qu'il produit ;
- comme laryngophones, utilisés dans le cadre de télécommunications : placés contre la gorge d'un individu, ils captent les vibrations de son larynx et de ses cordes vocales pour restituer sa voix ;
- comme détecteur d'infiltrations : placés contre la surface d'un solide, ils permettent de localiser des liquides infiltrés en profondeur ;
- comme un instrument à part entière, dans le cas de la musique bruitiste ou de la phonographie.